# Yxlö, Norrtälje kommun
Yxlö är en bebyggelse mitt på ön Yxlan i Blidö socken i Norrtälje kommun. Från 2015 avgränsar SCB här en småort.
Vid Yxlö ligger dels Yxlö ångbåtsbrygga mot Furusundsleden och Yxlövik brygga mot Blidösund, båda bryggorna trafikeras av Blidösundsbolaget med deras båtar M/S Sjögull, M/S Sjöbris och ångfartyget S/S Blidösund. 
Yxlö är Yxlans äldsta by, under vikingatiden och fram till 1500-talet utgjorde Yxlömaren en avsviken fram till byn. 1628 bodde omkring 65 personer i byn. Under 1600-talet gjordes en av mantalen i byn till komministerboställe för Blidö socken. 1719 brändes hela byn av ryssarna men återuppbyggdes. Prästgården som uppfördes 1752 efter en annan brand är en av Blidö sockens äldsta byggnader.
Under 1800-talet skedde en omfattande hemmansklyvning, som mest fanns det 16 gårdar i byn.
Det finns femtiotalet fastboende invånare i Yxlö, men det är även en populär plats för sommargäster. En badplats vid orten kallas badbergen. Fram till och med 1983 fanns lanthandeln Yxlö affär på orten.